# Gianni Mascolo

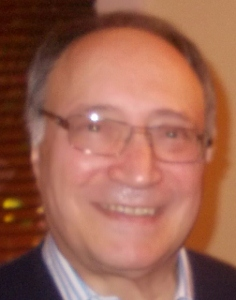
Gianni Mascolo (2012)

Gianni Mascolo (* 3. November 1940 in Mailand; † 21. Dezember 2016 in London) war ein italienischer Sänger.

## Leben und Wirken
Als Zehnjähriger sang er im Chor der Mailänder Scala bis zu seinem Stimmbruch. Er kam dann ans Mailänder Konservatorium, wo er im Fach Klavier studierte. Nach Auftritten als Sänger in seiner Heimatregion erhielt er 1964 einen Plattenvertrag bei dem ansässigen Label Ariston. Er war auf diversen Festivals zu hören, darunter auf dem Sanremo-Festival 1965 mit dem Lied Di fronte all’amore zusammen mit Dusty Springfield.
Er wurde 1968 zur Schweizer Vorauswahl zum Eurovision Song Contest geladen. Mit dem Titel Guardando il sole gewann er diesen und durfte daher beim Eurovision Song Contest 1968 in London für die Schweiz antreten. Er erreichte dort Platz 13.
1969 erschien seine letzte Single, danach zog er sich vom Musikgeschäft zurück.
Später führte er mit seiner Frau Carolyn ein Restaurant in London, wo er am 21. Dezember 2016 verstarb.